# Haddamshausen
Haddamshausen ist ein Stadtteil der Universitätsstadt Marburg im mittelhessischen Landkreis Marburg-Biedenkopf.

## Geschichte

### Ortsgeschichte
Die älteste bekannte schriftliche Erwähnung von Haddamshausen erfolgte unter dem Namen Hademeshusen im Jahr 1277.
Die heutige Kirche wurde 1953 eingeweiht. Sie ist Filialkirche von Oberweimar.
Hessische Gebietsreform (1970–1977)
Zum 1. Juli 1974 wurde die bis dahin selbständige Gemeinde Haddamshausen im Zuge der Gebietsreform in Hessen kraft Landesgesetz in die Stadt Marburg eingemeindet. Für den Stadtteil Haddamshausen wurde ein Ortsbezirk eingerichtet.

### Verwaltungsgeschichte im Überblick
Die folgende Liste zeigt die Staaten und Verwaltungseinheiten, denen Haddamshausen angehört(e):
- vor 1567: Heiliges Römisches Reich, Landgrafschaft Hessen, Gericht Oberweimar auch genannt Reitzberg (Gericht Oberweimar bestand aus den Orten Oberweimar, Niederwalgern, Kehna, Altna, Weiershausen, Hermershausen, Ciriaxweimar, Gisselberg, Ronhauſen und Wolfshausen, sowie die Hälfte von Dilschhausen und Elnhausen)[8]
- ab 1567: Heiliges Römisches Reich, Landgrafschaft Hessen-Marburg, Amt Marburg[9]
- 1604–1648: Heiliges Römisches Reich, strittig zwischen Landgrafschaft Hessen-Darmstadt und Landgrafschaft Hessen-Kassel (Hessenkrieg), Amt Marburg
- ab 1648: Heiliges Römisches Reich, Landgrafschaft Hessen-Kassel, Amt Marburg
- 1787: Heiliges Römisches Reich, Landgrafschaft Hessen-Kassel, Amt Marburg
- ab 1806: Landgrafschaft Hessen-Kassel, Amt Kaldern und Reitzberg
- 1807–1813: Königreich Westphalen,[Anm. 2] Departement der Werra, Distrikt Marburg, Kanton Kaldern
- ab 1815: Kurfürstentum Hessen,[Anm. 3] Amt Kaldern und Reitzberg[10]
- ab 1821: Kurfürstentum Hessen, Provinz Oberhessen, Kreis Marburg[11][Anm. 4]
- ab 1848: Kurfürstentum Hessen, Bezirk Marburg
- ab 1851: Kurfürstentum Hessen, Provinz Oberhessen, Kreis Marburg
- ab 1867: Königreich Preußen,[Anm. 5] Provinz Hessen-Nassau, Regierungsbezirk Kassel, Kreis Marburg
- ab 1871: Deutsches Reich, Königreich Preußen, Provinz Hessen-Nassau, Regierungsbezirk Kassel, Kreis Marburg
- ab 1918: Deutsches Reich (Weimarer Republik), Freistaat Preußen, Provinz Hessen-Nassau, Regierungsbezirk Kassel, Kreis Marburg
- ab 1944: Deutsches Reich, Freistaat Preußen, Provinz Kurhessen, Landkreis Marburg
- ab 1945: Amerikanische Besatzungszone,[Anm. 6] Groß-Hessen, Regierungsbezirk Kassel, Landkreis Marburg
- ab 1946: Amerikanische Besatzungszone, Hessen, Regierungsbezirk Kassel, Landkreis Marburg
- ab 1949: Bundesrepublik Deutschland, Hessen, Regierungsbezirk Kassel, Landkreis Marburg
- ab 1974: Bundesrepublik Deutschland, Hessen, Regierungsbezirk Kassel, Landkreis Marburg-Biedenkopf, Stadt Marburg[Anm. 7]
- ab 1981: Bundesrepublik Deutschland, Hessen, Regierungsbezirk Gießen, Landkreis Marburg-Biedenkopf, Stadt Marburg

### Gerichte seit 1821
Mit Edikt vom 29. Juni 1821 wurden in Kurhessen Verwaltung und Justiz getrennt. Der Kreis Marburg wurde für die Verwaltung eingerichtet und das Landgericht Marburg war als Gericht in erster Instanz für Haddamshausen zuständig. 1850 wurde das Landgericht in Justizamt Marburg umbenannt. Nach der Annexion Kurhessens durch Preußen 1866 erfolgte am 1. September 1867 die Umbenennung des bisherigen Justizamtes in Amtsgericht Marburg. Auch mit dem Inkrafttreten des Gerichtsverfassungsgesetzes von 1879 blieb das Amtsgericht unter seinem Namen bestehen.

## Bevölkerung

### Einwohnerstruktur 2011
Nach den Erhebungen des Zensus 2011 lebten am Stichtag dem 9. Mai 2011 in Haddamshausen 501 Einwohner. Darunter waren 12 (2,4 %) Ausländer. Nach dem Lebensalter waren 60 Einwohner unter 18 Jahren, 201 zwischen 18 und 49, 126 zwischen 50 und 64 und 87 Einwohner waren älter. Die Einwohner lebten in 207 Haushalten. Davon waren 51 Singlehaushalte, 63 Paare ohne Kinder und 72 Paare mit Kindern, sowie 12 Alleinerziehende und 9 Wohngemeinschaften. In 36 Haushalten lebten ausschließlich Senioren und in 141 Haushaltungen leben keine Senioren.

### Einwohnerentwicklung
| Quelle: Historisches Ortslexikon |                                                                                        |
| • 1577:                          | 19 Hausgesesse                                                                         |
| • 1630:                          | 10 Mannschaften, 4 Witwen (1 dreispännige, 4 zweispännige Ackerleute)                  |
| • 1681:                          | 10 hausgesessene Mannschaften                                                          |
| • 1838:                          | Familien: 14 nutzungsberechtigte, 14 nicht nutzungsberechtigte Ortsbürger, 2 Beisassen |

| Haddamshausen: Einwohnerzahlen von 1746 bis 2019 | Haddamshausen: Einwohnerzahlen von 1746 bis 2019 | Haddamshausen: Einwohnerzahlen von 1746 bis 2019 | Haddamshausen: Einwohnerzahlen von 1746 bis 2019 | Haddamshausen: Einwohnerzahlen von 1746 bis 2019 |
| --- | ------------------------------------------------ | ------------------------------------------------ | ------------------------------------------------ | ------------------------------------------------ |
| Jahr |                                                  |                                                  |                                                  | Einwohner                                        |
| 1746 | 1746                                             |                                                  | 131                                              | 131                                              |
| 1800 | 1800                                             |                                                  | ?                                                | ?                                                |
| 1834 | 1834                                             |                                                  | 184                                              | 184                                              |
| 1840 | 1840                                             |                                                  | 192                                              | 192                                              |
| 1846 | 1846                                             |                                                  | 189                                              | 189                                              |
| 1852 | 1852                                             |                                                  | 191                                              | 191                                              |
| 1858 | 1858                                             |                                                  | 189                                              | 189                                              |
| 1864 | 1864                                             |                                                  | 198                                              | 198                                              |
| 1871 | 1871                                             |                                                  | 168                                              | 168                                              |
| 1875 | 1875                                             |                                                  | 185                                              | 185                                              |
| 1885 | 1885                                             |                                                  | 188                                              | 188                                              |
| 1895 | 1895                                             |                                                  | 166                                              | 166                                              |
| 1905 | 1905                                             |                                                  | 169                                              | 169                                              |
| 1910 | 1910                                             |                                                  | 178                                              | 178                                              |
| 1925 | 1925                                             |                                                  | 186                                              | 186                                              |
| 1939 | 1939                                             |                                                  | 209                                              | 209                                              |
| 1946 | 1946                                             |                                                  | 289                                              | 289                                              |
| 1950 | 1950                                             |                                                  | 276                                              | 276                                              |
| 1956 | 1956                                             |                                                  | 283                                              | 283                                              |
| 1961 | 1961                                             |                                                  | 289                                              | 289                                              |
| 1967 | 1967                                             |                                                  | 307                                              | 307                                              |
| 1977 | 1977                                             |                                                  | ?                                                | ?                                                |
| 1987 | 1987                                             |                                                  | 446                                              | 446                                              |
| 1991 | 1991                                             |                                                  | 479                                              | 479                                              |
| 1995 | 1995                                             |                                                  | 534                                              | 534                                              |
| 2000 | 2000                                             |                                                  | 570                                              | 570                                              |
| 2005 | 2005                                             |                                                  | 559                                              | 559                                              |
| 2010 | 2010                                             |                                                  | 565                                              | 565                                              |
| 2011 | 2011                                             |                                                  | 501                                              | 501                                              |
| 2015 | 2015                                             |                                                  | 488                                              | 488                                              |
| 2019 | 2019                                             |                                                  | 500                                              | 500                                              |
| Datenquelle: Historisches Gemeindeverzeichnis für Hessen: Die Bevölkerung der Gemeinden 1834 bis 1967. Wiesbaden: Hessisches Statistisches Landesamt, 1968. Weitere Quellen: LAGIS; Stadt Marburg:1987–1998, 1999–2003, 2005–2010,2011–2015, 2019:; Zensus 2011 |                                                  |                                                  |                                                  |                                                  |

### Historische Religionszugehörigkeit
| Quelle: Historisches Ortslexikon |                                                                   |
| • 1861:                          | 188 evangelisch-lutheranische Einwohner                           |
| • 1885:                          | 188 evangelische (= 100,00 %) Einwohner                           |
| • 1961:                          | 279 evangelische (= 96,54 %), 10 katholische (= 3,46 %) Einwohner |
| • 1987:                          | 348 evangelische (= 87,0 %), 40 katholische (= 9,0 %) Einwohner   |

### Historische Erwerbstätigkeit
| Quelle: Historisches Ortslexikon | |
| • 1746:                          | Erwerbspersonen: drei Leineweber, ein Schmied, zwei Wagner, drei Zimmerleute, ein Schneider, ein Müller, ein Spielmann, drei Tagelöhner. |
| • 1838:                          | Familien: 14 Ackerbau, 11 Gewerbe, 5 Tagelöhner.                                                                                         |
| • 1961:                          | Erwerbspersonen: 55 Land- und Forstwirtschaft, 52 Produktionsgewerbe, 20 Handel und Verkehr, 16 Dienstleistungen und Sonstiges.          |

## Politik

### Ortsbeirat
- GLH: 3

- GLH = Gemeinschaftsliste Haddamshausen

Für den Stadtteil Haddamshausen besteht ein Ortsbezirk mit Ortsbeirat und Ortsvorsteher nach der Hessischen Gemeindeordnung. Er umfasst das Gebiet der ehemaligen Gemeinde Haddamshausen. Für die Sitzverteilung siehe die nebenstehende Grafik. Ortsvorsteher ist Heinz-Konrad Debus.

## Kultur und Sehenswürdigkeiten

### Vereine
Das kulturelle Leben und das Dorfleben gestalten folgende Vereine:
- Spielvereinigung Grün-Weiß
- Gesangverein „Harmonie“ Haddamshausen/Cyriaxweimar
- Taubenzüchterverein
- Jugendclub (zusammen mit Cyriaxweimar)
- „Bartclub Allnatal“
- Straßengemeinschaft „Auf der Seite“
- Freiwillige Feuerwehr Haddamshausen-Cyriaxweimar e. V.

### Kulturdenkmäler
Siehe Liste der Kulturdenkmäler in Haddamshausen.

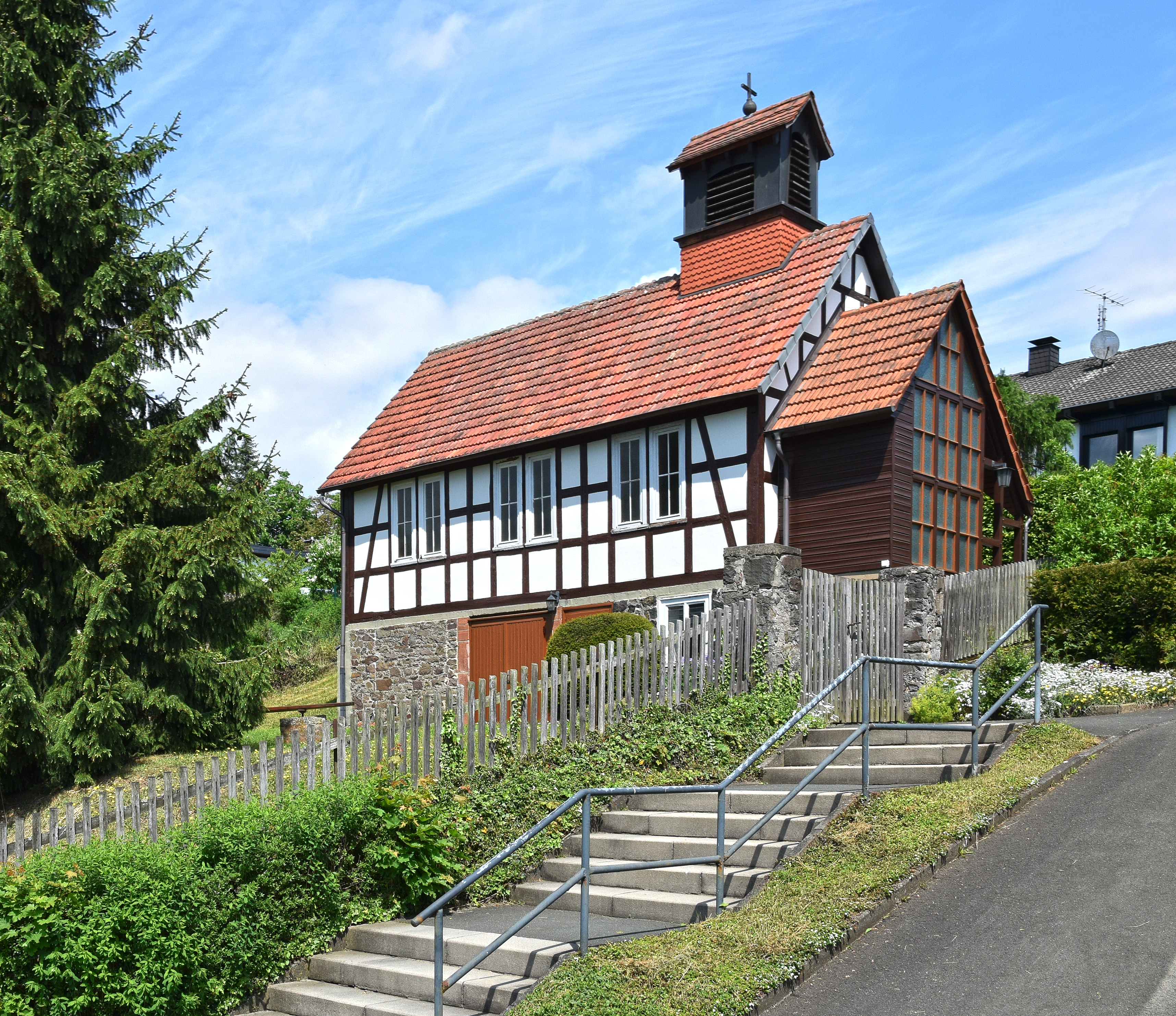
Kirche
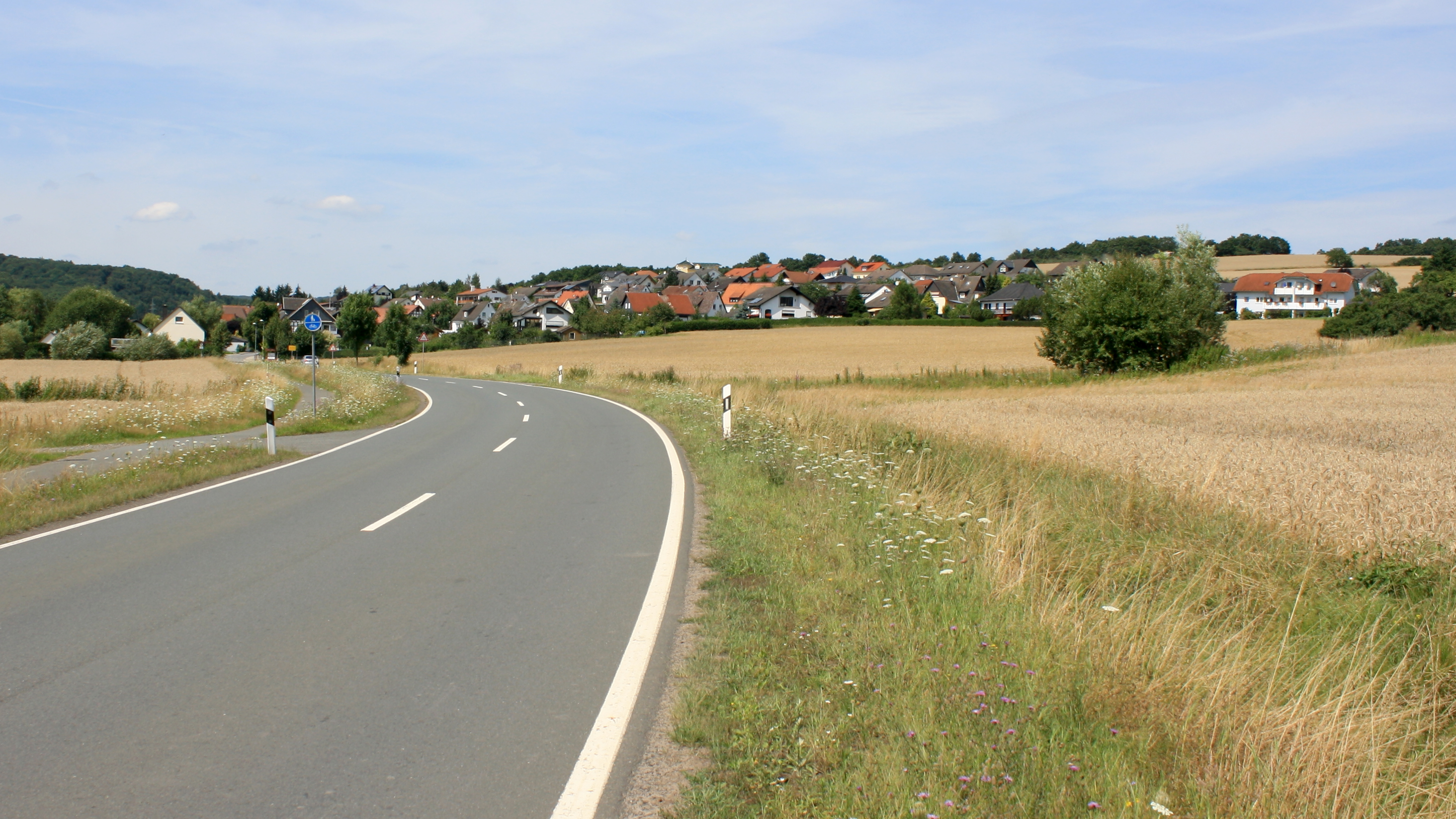
Der Ort von Osten aus gesehen
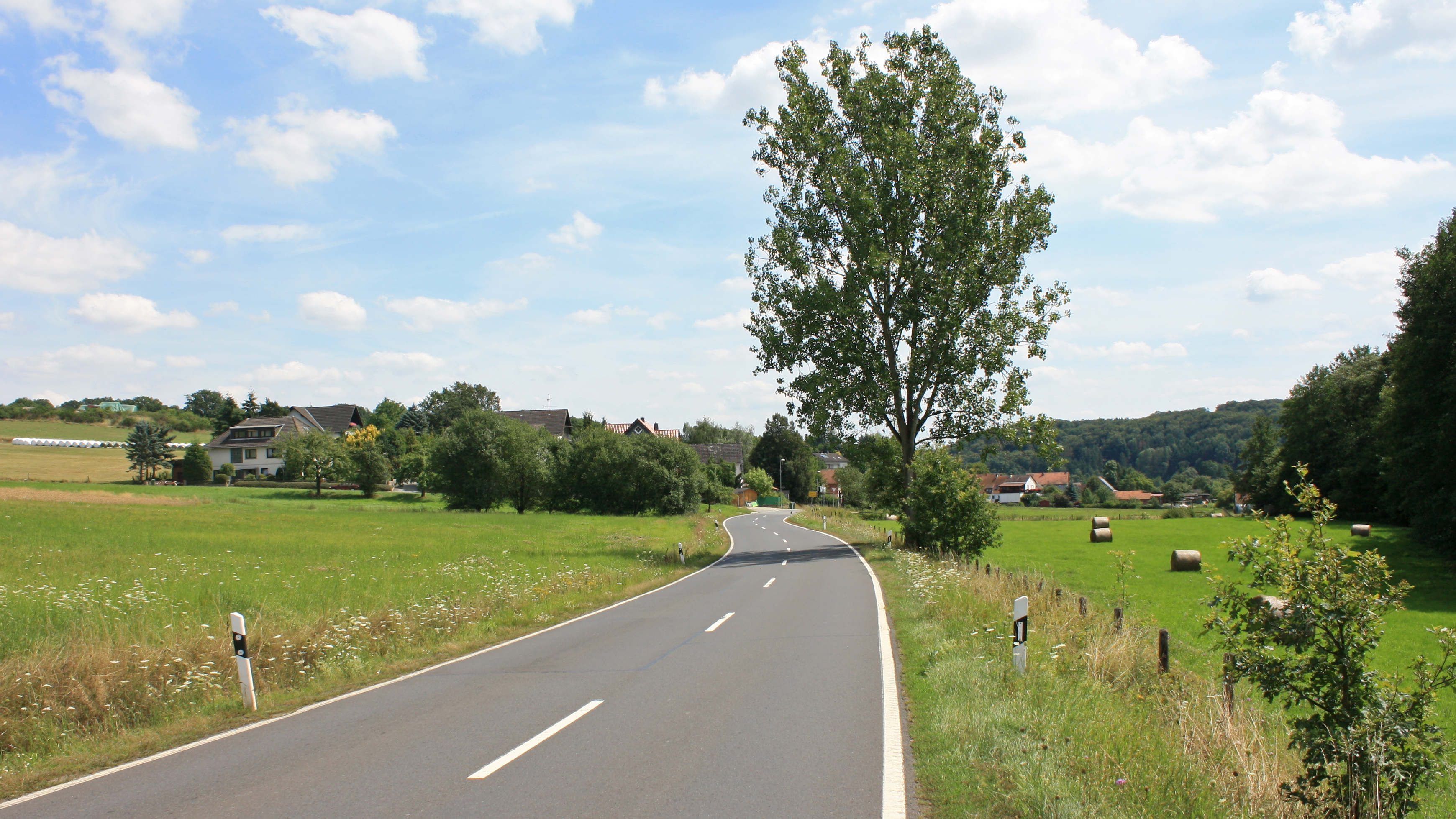
Der Ort von Nordwesten aus gesehen

## Infrastruktur
- Im Ort gibt es ein Bürgerhaus mit Feuerwehrhaus, einen Kinderspielplatz, zwei Rasenplätze und zwei Tennisplätze.
- Am nördlichen Ortsrand lag ehemals ein Standortübungsplatz, der sich auch in Bereiche der Nachbardörfer Cyriaxweimar und Wehrshausen erstreckte. Nach Auflösung aller Bundeswehrliegenschaften in Marburg im Jahr 1993 wurde der Standortübungsplatz zum Naturschutzgebiet erklärt.
- Durch Haddamshausen verläuft die Landesstraße 3387.